# Aviles Open 1975
L'Aviles Open 1975 è stato un torneo di tennis giocato sulla terra rossa. È stata la 1ª edizione del torneo che fa parte del Commercial Union Assurance Grand Prix 1975. Si è giocato a Avilés in Spagna dal 5 all'11 ottobre 1975.

## Campioni

### Singolare
Niki Pilic ha battuto in finale  Juan Ignacio Muntañola con il punteggio di 6–3, 6–4, 6–3

### Doppio
- Doppio non disputato